# Tetrabiblos

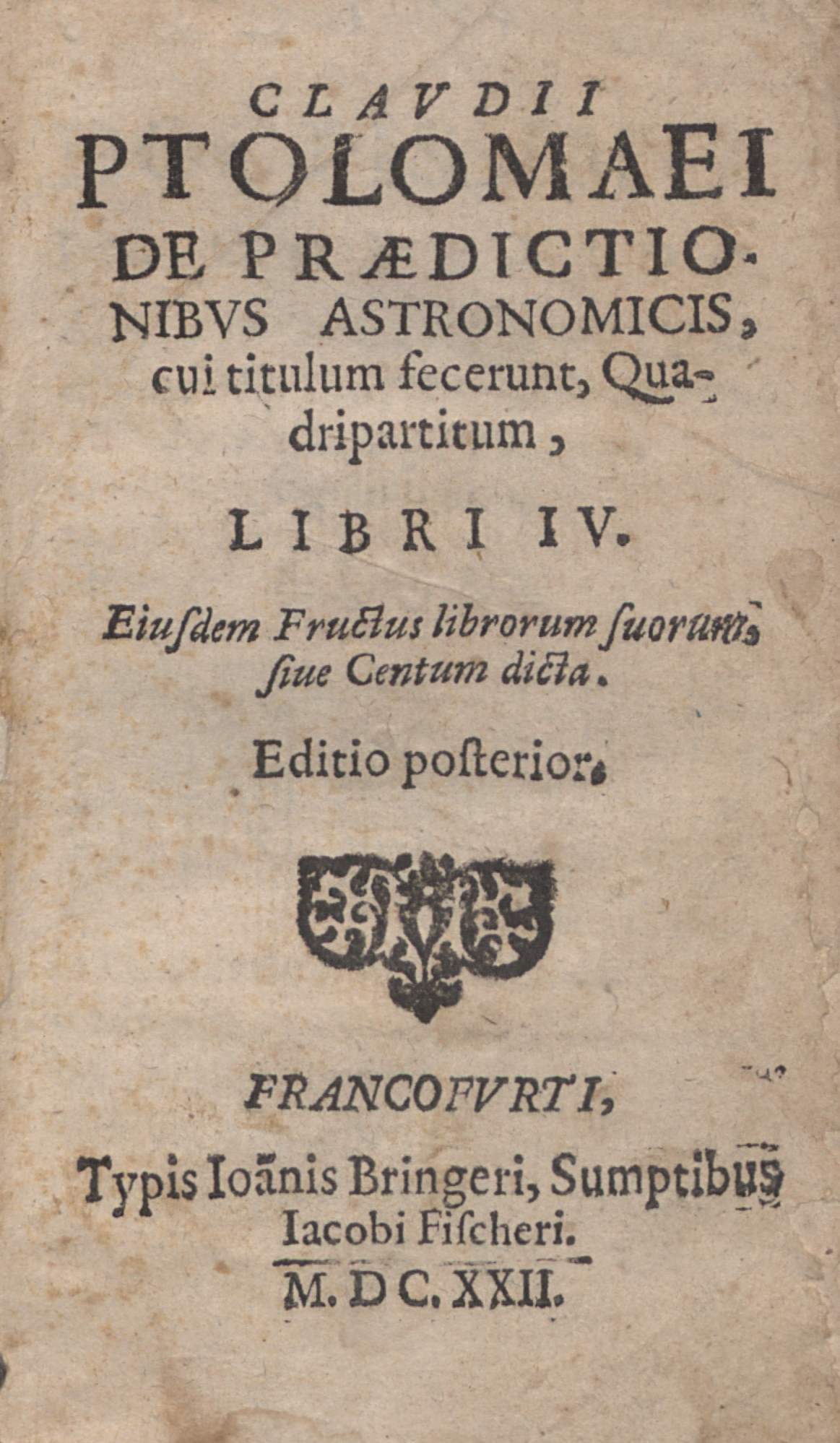
Quadripartitum, 1622

Tetrabiblos (stgr. Τετράβιβλος, łac. Quadripartitum, Czworoksiąg) – potoczna nazwa Apotelesmatiki (Αποτελεσματικά, Skutki, Wpływy) antycznego traktatu o tematyce astrologicznej, autorstwa Klaudiusza Ptolemeusza. Obok astronomicznego Almagestu i Geografii jedna z najważniejszych prac tego greckiego uczonego działającego w Aleksandrii w II wieku n.e. Z  analizy porównawczej tekstów wynika, że Czworoksiąg był chronologicznie późniejszy, a dla Ptolemeusza był naturalną kontynuacją Almagestu.
Współcześnie dziwić może fakt, że ten sam człowiek, który pisał o astronomii na podstawie przesłanek czysto naukowych, zajmował się również astrologią. Ptolemeusz uważał co prawda, że astrologia jakkolwiek od niej zależna stanowi naturalne uzupełnienie astronomii. Taka była tradycja, na której opierał się grecki uczony i jej kompendium zawarł w tekście Czworoksięgu. Astrologia była powszechnie akceptowana w całym imperium rzymskim i ulegały jej największe umysły epoki jak choćby Galen. W późnym antyku, obfitującym w polityczne i religijne zawirowania, była również jednym ze sposobów obniżania napięcia związanego z niepokojem o przyszłe wydarzenia i własne bezpieczeństwo.

## Manuskrypty
Tetrabiblos został napisany w II wieku n.e. w Aleksandrii. Choć rękopis nie zachował się do naszych czasów, przetrwały liczne kopie, tłumaczenia, komentarze i cytaty. Umożliwiło to pogłębione badania nad rekonstrukcją pierwotnego tekstu i wyodrębnienie trzech podstawowych linii przekazu: tłumaczenia arabskiego, Paraphrasis Proklosa i późnych greckich manuskryptów.
Najstarszy znany tekst Tetrabiblosu to arabski przekład Ibrahima ibn as-Salta z IX wieku, poprawiony przez Hunayna ibn Ishaqa, z którego w XII wieku Platon z Tivoli dokonał tłumaczenia na łacinę. Po raz pierwszy wydany został w Wenecji w 1484 przez Erharda Ratdolta wraz z komentarzem Alego ibn Ridwana i tzw. Centiloquium, zbiorem aforyzmów autorstwa pseudo–Ptolemeusza.
Kolejny chronologicznie przekaz to Parphrasis (Parafraza) przypisywana przez długi czas żyjącemu w V wieku neoplatońskiemu filozofowi Proklosowi, którego autorstwo jest jednak mocno wątpliwe. Jest to uproszczony, ale merytorycznie zgodny z pierwowzorem, tekst Tetrabiblosu. Najstarszy, pochodzący z X wieku, zachowany manuskrypt przechowywany jest w Bibliotece Watykańskiej w zbiorze Codex Vaticanus Graecus 1453. Poddany transliteracji na nowożytny język grecki przez Leo Allatiusa, został wydany w 1635 z towarzyszącym tłumaczeniem łacińskim.
Istnieją również inne antyczne prace zawierające fragmenty lub cytaty z Czworoksięgu jak chociażby Apotelesmatics I. Jest to napisana w pierwszej połowie V wieku synteza prac Ptolemeusza i Doroteusza z Sydonu, której autorem był egipski astrolog Hefajstion z Teb. Wykorzystywana była głównie do celów porównawczych przy rekonstrukcji dyskusyjnych fragmentów odtwarzanego tekstu. Ponadto istnieje obecnie około 35, późnośredniowiecznych, greckich manuskryptów zawierających całość lub dużą część tekstu, z których najstarszy datowany jest na XIII wiek. Pierwszy druk ich łacińskiego tłumaczenia, które było o tyle ważne, że pochodziło bezpośrednio z greki bez pośrednictwa języka arabskiego, został wydany przez Joachima Camerariusa w 1535.

## Treść
Greckie Tetrabiblos i łacińskie Quadripartium to skrót średniowiecznego tytułu Matematike tetrabiblos syntaksis (Μαθηματικὴ τετράβιβλος σύνταξις; Traktat matematyczny w czterech księgach). Jest nim opatrzona znaczna część greckich manuskryptów. Dawniej uważany był za tytuł oryginału, jednak współcześnie przyjmuje się, że ten zachował się raczej w arabskiej tradycji translatorskiej jako Apotelesmatika (Αποτελεσματικά; Skutki, Wpływy). W niektórych greckich rękopisach pojawia się również trzecia wersja Ta pros Siron apotelesmatika (Τὰ πρὸς Σύρον ἀποτελεσματικά; Przewidywania adresowane do Syrusa).

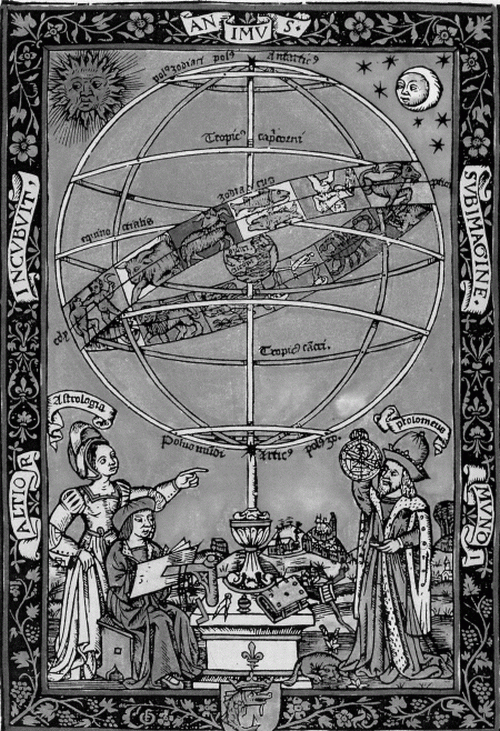
Drzeworyt z 1515 przedstawiający Ptolemeusza instruowanego przez personifikację astrologii.

Księga pierwsza to wykład natury filozoficznej oraz przedstawienie założeń technicznych astrologii. We wstępie Ptolemeusz dokonuje podziału nauk astronomicznych na astronomię właściwą, zajmującą się odkrywaniem prawidłowości wzajemnych ruchów Słońca, Księżyca, gwiazd i planet, oraz astrologię badającą ich oddziaływanie na sprawy ziemskie. Broni również tej drugiej przed oskarżeniami o bezużyteczność i brak dowodów na sprawę podstawową czyli skuteczność czynionych prognoz. Twierdzi, że chociaż oddziaływanie ciał niebieskich jest czysto fizyczne to ma jednak istotny wpływ na ziemskie wydarzenia. Co więcej ich baczna obserwacja umożliwia stworzenie systemu, który może bez matematycznej dokładności ale jednak pozwala na skuteczne przewidywania przyszłych wydarzeń. Księga II opisuje ogólny, astralny wpływ na Ziemię zjawisk takich jak zaćmienia, komety i fazy Księżyca. Dotyka takich zagadnień jak meteorologia czy "astrologia geograficzna" (różnice pomiędzy nacjami żyjącymi w różnych strefach klimatycznych), pod którą uzyskać można pełny przegląd współczesnych autorowi stereotypów etnicznych. Księgi III i IV dotyczą tego co związane z oddziaływaniem ruchów ciał niebieskich na ludzkie życie. W przeciwieństwie do poprzedników, Ptolemeusz zawęził przekaz jaki według niego uzyskać można z ich odczytu (poprzez np. ułożenie horoskopu). Całkowicie zignorował próby przewidywania przyszłych wydarzeń z teraźniejszych przesłanek, czy też określanie właściwego czasu dla ważnych czynności przy uwzględnieniu obrazu nieba. Według niego przekaz jest o wiele bardziej ogólny co obrazuje np. tzw. Siedem faz męskości
| Planeta | Lata           | Wiek          | Okres                 | Wpływ planetarny                                                          |
| Księżyc | pierwsze 4     | 0–3           | niemowlęctwo          | giętkość, wzrost, zmienność, dobre odżywianie                             |
| Merkury | następne 10    | 4–14          | dzieciństwo           | rozwój intelektualny, poprawna artykulacja, zręczność fizyczna i umysłowa |
| Wenus   | następne 8     | 15–22         | młodość               | silne impulsy seksualne i miłosne, pożądanie, chytrość                    |
| Słońce  | następne 19    | 23–41         | wczesny wiek męski    | obowiązkowość, ambicja, solidność, dobre maniery, odejście od zabawy      |
| Mars    | następne 15    | 42–56         | późniejszy wiek męski | surowość, praca ukierunkowana na osiągnięcie celów życiowych              |
| Jowisz  | następne 12    | 57–68         | pełna dojrzałość      | spełnienie, odpoczynek, niezależność, godność, rozmyślanie, honor         |
| Saturn  | pozostałe lata | 69–do śmierci | starość               | chłód, słabość, niemoc, przygnębienie                                     |

## Wpływ i znaczenie
Zwany biblią astrologii doczekał się Tetrabiblos wielu komentarzy, parafraz i wypisów. Stanowił główny podręcznik astrologii wykładanej w ramach tzw. siedmiu sztuk wyzwolonych na uniwersytetach europejskich jeszcze w okresie renesansu. Obecnie stanowi ważne źródło poznania umysłowości mieszkańców imperium rzymskiego w II wieku n.e.